# DiRT Showdown
DiRT Showdown è un videogioco di guida, sviluppato e pubblicato da Codemasters per PC, SteamOS, PS3 e Xbox 360 il 25 maggio 2012 in Europa e il 29 maggio 2012 in Nord America. Non è il diretto seguito di Dirt 3, ma uno spin-off arcade della serie Colin McRae Rally.

## Caratteristiche
DiRT Showdown è un racing game puramente arcade basato su corse folli e incidenti. La simulazione realistica viene messa da parte in questo titolo, che preme invece l'acceleratore sulle caratteristiche più spettacolari delle corse, concentrandosi su scontri, incidenti e velocità elettrizzanti. Il gioco consente di guidare varie categorie di veicoli all'interno di arene, tracciati e varie tipologie di corse impostate sulla demolizione e la velocità, con utilizzo di nitro. La modalità carriera consente di viaggiare per il mondo sperimentando più di 50 eventi diversi, mentre il multiplayer mette a disposizione una moltitudine di modalità diverse tra online a 8 giocatori e offline in split screen. Inoltre DiRT Showdown è il primo gioco ad uscire sotto la nuova etichetta Codemasters Racing, che verrà adottata per la produzione dei futuri titoli di guida in sviluppo presso la casa britannica.

## Modalità di gioco
Nel gioco sono presenti tre categorie di eventi: le corse con rampe, percorsi multipli e ostacoli; i demolition derby, dove il giocatore deve distruggere i veicoli avversari; gli Hoonigan, gare di guida freestyle ambientate in grossi parchi. Grazie all'integrazione con YouTube è possibile caricare online i propri video di gioco come in Dirt 3. Tra le nuove caratteristiche spiccano le Showdown Challenges, giocabili sia online che offline. Nella modalità Joyride invece è possibile correre liberamente in due vaste aree, Yokohama e Battersea, dove si devono compiere le più svariate acrobazie e raccogliere pacchetti nascosti.